# Парламентские выборы на Барбадосе (1981)
Парламентские выборы на Барбадосе прошли 18 июня 1981 года для избрания депутатов Палаты собрания в парламенте Барбадоса. Это стали первые выборы, проведённые после того, как в результате принятия поправки от 1980 года к Закону о народном представительстве количество мест в Палате собрания Барбадоса было увеличено с 24 до 27, что стало первым с 1843 года подобным расширением.
В результате победу вновь одержала правящая Барбадосская лейбористская партия, которая получила 17 из 27 мест. Явка избирателей составила 71,6 %.

## Избирательный закон
Парламентские выборы в нижнюю палату Парламента Барбадоса по Конституции страны должны быть проведены не позже, чем через 5 лет после предыдущих. Досрочные выборы могут быть объявлены генерал-губернатором по представлению правительства либо в результате объявления парламентом вотума недоверия премьер-министру.

## Результаты
|                                       |                                       |         |       |       |     |
| Партия                                | Партия                                | Голоса  | %     | Места | +/- |
|                                       | Барбадосская лейбористская партия     | 61 883  | 52,22 | 17    | 0   |
|                                       | Демократическая лейбористская партия  | 55 845  | 47,13 | 10    | +3  |
|                                       | Независимые                           | 773     | 0,65  | 0     | 0   |
| Недействительных/пустых бюллетеней    | Недействительных/пустых бюллетеней    | 1 065   | 0,89  | -     | -   |
| Всего                                 | Всего                                 | 118 501 | 100   | 27    | +3  |
| Зарегистрированных избирателей / Явка | Зарегистрированных избирателей / Явка | 167 029 | 71,58 | -     | -   |
| Источник: Nohlen                      |                                       |         |       |       |     |